# Boule & Bill

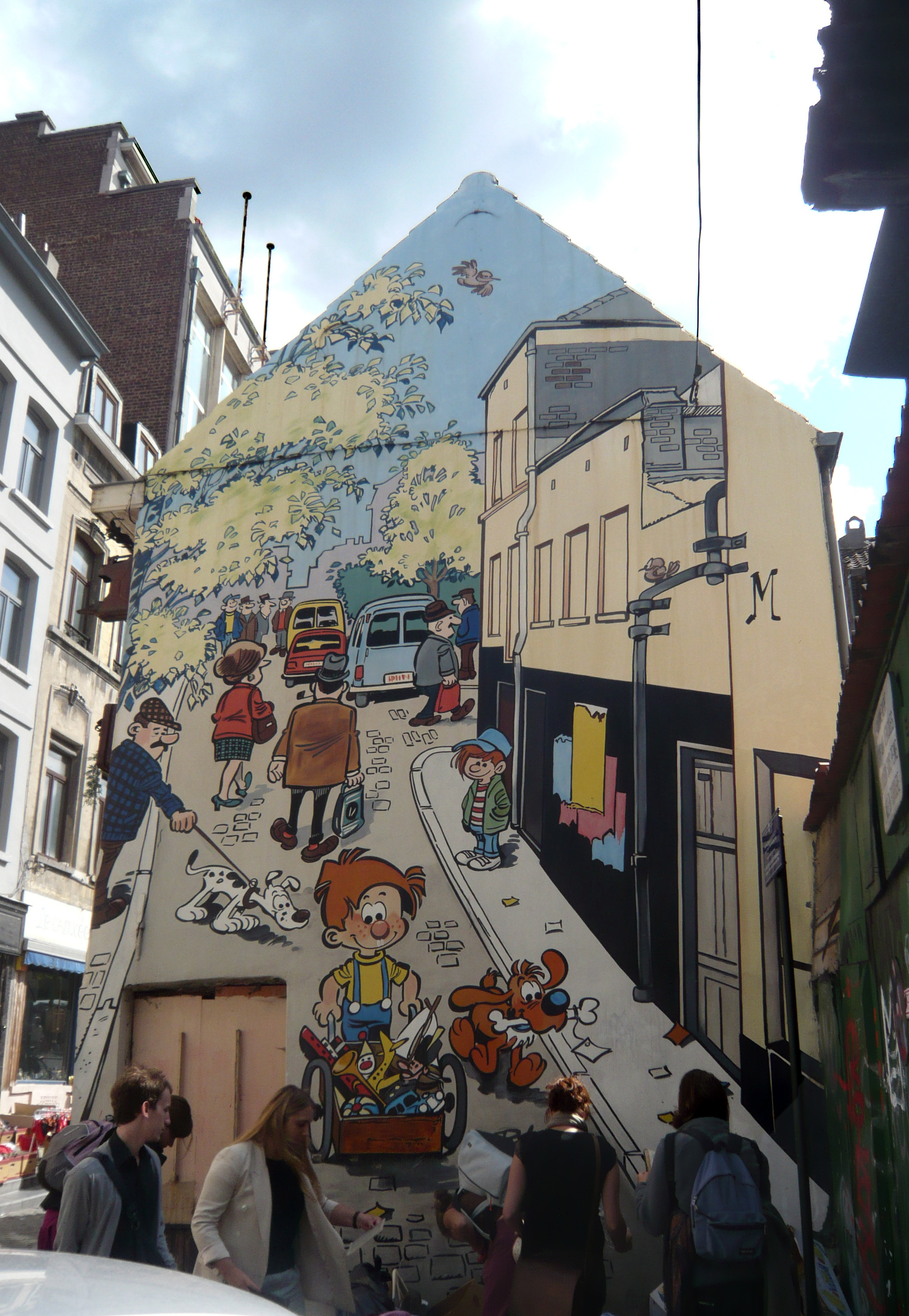
Boule & Bill-Wandgemälde in der Rue du Chevreuil in Brüssel

Boule und Bill (Originaltitel: Boule et Bill; im deutschen Sprachraum auch als Schnieff und Schnuff bekannt) ist eine Comic-Reihe des belgischen Comiczeichners Jean Roba (1930–2006), die 1959 in Zusammenarbeit mit Maurice Rosy entstand und ab 2003 von Robas ehemaligem Assistenten Laurent Verron weitergeführt wurde. 2016 übernahmen Christophe Cazenove (Szenario) und Jean Bastide (Zeichnungen) die Serie, da Verron sich vorerst auf andere Serien konzentrieren wollte.
Im Jahr 2013 wurde ein Kinofilm unter dem Titel Boule & Bill – Zwei Freunde Schnief und Schnuff produziert, dem 2017 ein zweiter Teil folgte. Boule ist ein kleiner Junge und Bill sein Hund, ein Cockerspaniel.

## Geschichte

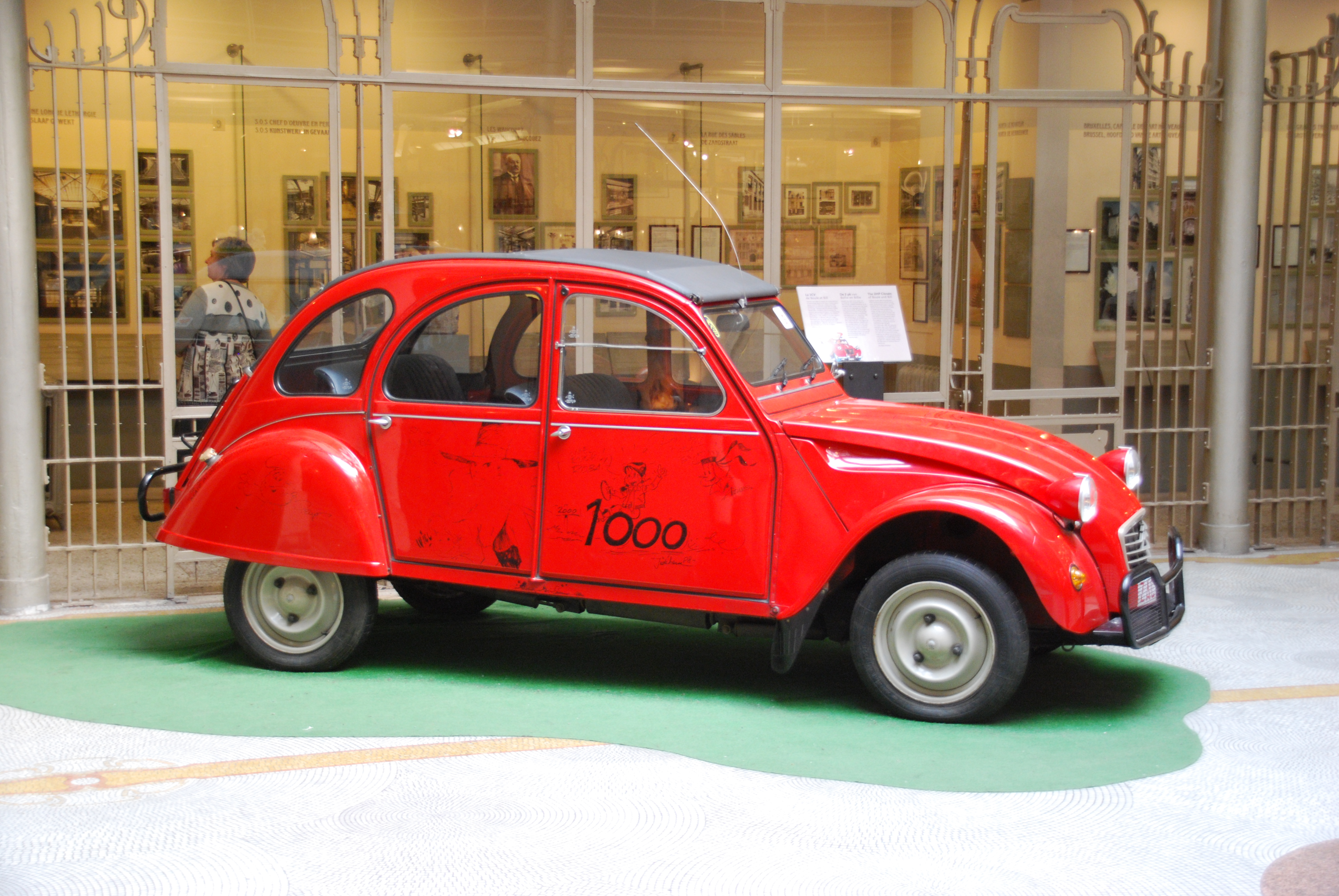
Ein roter Citroën 2CV, der in vielen Geschichten von Boule und Bill eine Rolle spielte (ausgestellt im Belgischen Comiczentrum in Brüssel)

Boule et Bill erschien erstmals im belgischen Comic-Magazin Spirou am 24. Dezember 1959 in einer Beilage, aus der sich ein 40-seitiges „Mini-Comicheft“ basteln ließ. Roba hatte für Spirou einige Autoren (u. a. André Franquin) als Zeichner unterstützt und begann, eigene Comic-Reihen zu entwickeln. Einige Monate nach der ersten Veröffentlichung erschienen weitere vier Seiten, die zu einer regelmäßigen, wöchentlichen Publikation von One-Pagern führten (Gags von einer Seite Länge).
Während der nächsten 25 Jahre wurde Boule et Bill zu einer der beliebtesten Comic-Reihen des Magazins und erschien häufig auf der vierten Umschlagseite. Bis 1985 wurden vom belgischen Comicverlag Dupuis 21 Alben herausgegeben, die eine lange Geschichte („Globe-trotters“) sowie 800 Einseiter beinhalten. Danach wechselte Roba den Verlag. Seither erscheinen die Folgebände bei Dargaud.
2006 starb Jean Roba. Bereits 2003 hatte er die Comic-Reihe an seinen früheren Assistenten Laurent Verron übergeben.

### Veröffentlichungen im deutschsprachigen Raum
Ihre erste Veröffentlichung im deutschsprachigen Raum erfuhr die Reihe 1964 bei Kauka unter dem Titel Schnieff und Schnuff in der Nummer 2 des Comicmagazins „Lupo“ und wurde danach in zahlreichen Fix-und-Foxi-Ausgaben veröffentlicht. Regelmäßig erschienen sie dort vorwiegend auf der Rückseite und erhielten 1976 und 1977 außerdem zwei Sonderausgaben. In den Jahren 1979 und 1980 erschienen zwei „Schnieff und Schnuff“-Alben im TODOS-Verlag. 1984 gingen die Lizenzrechte von Kauka an den Ehapa-Verlag über, der die Serie von 1987 bis 1996 unter dem Originaltitel Boule & Bill in 17 Alben veröffentlichte, wobei die ersten acht Bände zunächst im Pressevertrieb erschienen, ehe die Edition ab 1989 für den Buchhandel neu aufgelegt und fortgeführt wurde (mit dickerem Papier und Hand- statt Maschinenlettering). Dazu wurde anfangs auch der Versuch unternommen, die Hauptfiguren in Pico & Bello umzutaufen, was aber am Einspruch von Roba scheiterte. Ab 2003 wurden weitere Alben in Deutschland bei Salleck Publications verlegt sowie gelegentlich auch einige Einseiter im Zack-Magazin publiziert. Seit 2023 wird die Serie ab Band 35 bei Finix Comics fortgesetzt.
2021 begann Dupuis mit der Publikation einer chronologisch geordneten Gesamtausgabe, ergänzt um weitere Illustrationen und Hintergrundinformationen, die seit 2024 im Carlsen Verlag auch auf Deutsch erscheint.

## Inhalt
Boule et Bill handelt von den Erlebnissen eines sieben Jahre alten Jungen namens Boule und seines Hundes Bill. Häufig nehmen Boules Eltern und Freunde an den Geschichten teil. Die Familie besitzt mit der Schildkröte Caroline (auch Fräulein Klara genannt) auch ein weiteres Haustier.
Sämtliche Geschichten finden im Umfeld einer normalen Familie in einer normalen Stadt statt. Die Mehrzahl der Abenteuer stammt aus dem alltäglichen Leben der Familie im Wohnhaus und aus der direkten Umgebung. In regelmäßigen Abständen fährt die Familie jedoch auch in den Urlaub (meistens an die Küste).

## Zentrale Figuren
- Boule ist ein siebenjähriger Junge und das Herrchen von Bill, um den er sich sehr gut kümmert und mit dem er gemeinsam viel erlebt. Er hat rote Haare und trägt fast immer ein gelbes Hemd und eine blaue Latzhose.

- Bill ist ein English Cocker Spaniel. Er wird in den Geschichten anthropomorphisiert, von seiner Umwelt jedoch als normaler Hund wahrgenommen und als solcher behandelt. Er ist vor allem von seiner Vorliebe für Knochen, Fressen und der Jagd nach Katzen getrieben und besitzt eine große Abneigung davor, gebadet zu werden, wozu meistens der Einsatz der gesamten Familie erforderlich ist. Häufig äußert er sich verwundert über das Verhalten der Menschen. Er kann nicht mit den Menschen sprechen, versteht jedoch andere Tiere, darunter auch seine beste Freundin Caroline, eine Schildkröte.

- Boules Mutter ist eine typische Hausfrau und Mutter und verkörpert hauptsächlich die Herrin des Hauses, die häufig die Schäden beseitigen muss, die von Boule und Bill, aber auch durch ihren Mann verursacht werden.

- Boules Vater stellt den Archetyp des Vaters dar. Er ist sowohl Vater als auch Freund von Boule und versucht, seinen Sohn zu erziehen, indem er jede Gelegenheit nutzt, diesem etwas Neues zu zeigen. Er findet sich dadurch immer wieder in schwierigen Situationen wieder, die er seinem etwas zu selbstsicheren und stolzen Verhalten zu verdanken hat. Er arbeitet als Werbetexter, sein Vorgesetzter ist ein Herr Coupon-Dubois. Er fährt einen roten Citroën 2CV.

- Caroline (in der deutschen Übersetzung auch Fräulein Klara) ist die Schildkröte der Familie und lebt im Garten. Die Tatsache, dass sie dort Bills Knochen ausgraben könnte beunruhigte diesen anfangs. Als er jedoch erkannte, dass sie nur Salat isst, wurden sie beste Freunde. Gegenstand ihrer Gespräche ist häufig eine (leichte) Kritik der Menschen bzw. Verwunderung über deren Verhalten. Caroline ist außerdem schlafgestört und sehr aktiv. Sie liebt Schlittenfahren, Schaukeln und andere Spiele.

- Pouf (in der deutschen Übersetzung auch Pit) ist der beste Freund von Boule, gerät aber öfters mit Bill aneinander. Die leichte Konkurrenz um Boules Freundschaft führt zwischen ihm und Bill häufig zu lustigen Duellen, die meistens zugunsten des Hundes ausgehen. Er trägt eine Kappe und hat lange Haare, die einen Großteil seines Gesichts bedecken, weshalb man nie seine Augen sieht.

- Madame Stick ist die Witwe eines Obersts und die strenge Nachbarin der Familie. Sie besitzt eine siamesische Katze namens „Caporal“ (deutsch Korporal), die der Erzfeind Bills ist.

- Gérard ist ein reicher, hochnäsiger und angeberischer Junge, der einen Hund besitzt, der ihm charakterlich sehr ähnlich ist. Von Zeit zu Zeit treffen Boule und Bill mit den beiden zusammen. Gérard und sein Hund unterliegen aber immer der List von Boule und Bill und werden bloßgestellt.

## Liste der veröffentlichten Comic-Alben
Verlag Dupuis
- 0: Trésors des minis récits: Boule contre les minis requins, [1959] Nachdruck 1985
- 1: 60 gags de Boule et Bill, 1962
- 2: 60 gags de Boule et Bill, 1964
- 3: 60 gags de Boule et Bill, 1966
- 4: 60 gags de Boule et Bill, 1967
- 5: 60 gags de Boule et Bill, 1969
- 6: 60 gags de Boule et Bill, 1970
- 7: Album No. 7 des gags de Boule et Bill, 1971 – Reiterspiele, Ehapa Bd. 16, 1995 (nur Buchhandel)
- 8: Papa, maman, Boule et… moi, 1972
- 9: Une vie de chien, 1973 – Hundeleben, Ehapa Bd. 5, 1988 (Presse) / 1992 (Buchhandel)
- 10: Attention chien marrant !, 1974 – Zaungäste, Ehapa Bd. 7, 1988 [?] (Presse) / 1993 (Buchhandel)
- 11: Jeux de Bill, 1975 – Bocksprünge, Ehapa Bd. 1, 1987 (Presse) / 1989 (Buchhandel)
- 12: Ce coquin de cocker, 1976 – Leckerbissen, Ehapa Bd. 10, 1990 (nur Buchhandel)
- 13: Carnet de Bill, Oktober 1976 – Techtelmechtel, Ehapa Bd. 3, 1987 / 1990
- 14: Ras le Bill !, Juni 1977 – Schaumschläger, Ehapa Bd. 8, 1989 / 1996
- 15: Bill, nom d'un chien, 1978 – Stolpersteine, Ehapa Bd. 2, 1987 / 1990
- 16: Souvenirs de famille, 1979 – Familienbande, Ehapa Bd. 12, 1991 (nur Buchhandel)
- 17: Tu te rappelles, Bill ?, 1980 – Schnappschüsse, Ehapa Bd. 13, 1991 (nur Buchhandel)
- 18: Bill est maboul !, 1980 – Fehltritte, Ehapa Bd. 4, 1987 / 1991
- 19: Globe-trotters, 1982 – Globetrotter, Ehapa Bd. 15, 1993 (nur Buchhandel)
- 20: Strip Cocker, 1984 – Strip Cocker, Ehapa Bd. 11, 1990 (nur Buchhandel)
- 21: Billets de Bill  1987 – Blütenträume, Ehapa Bd. 6, 1988 / 1993

1999 wurde anlässlich des 40. Jubiläums der Serie die Sammlung neu aufgelegt, dafür neu koloriert und nunmehr strikt chronologisch sortiert, einschließlich der Debütepisode Boule contre les minis requins. Umfassten die Alben bis dahin je nach dem 64, 56 oder 48 Seiten, so wurde der Umfang jetzt auf einheitlich 48 Seiten begrenzt, was die Anzahl der Bände von 21 auf 24 erhöhte. Als Titelbilder wurden zunächst Auszüge aus dem Inhalt verwendet, ab 2008 kehrte man wieder zur herkömmlichen Titelgestaltung zurück mit zum Teil neu gezeichneten Illustrationen. Diese Ausgabe bildet die Grundlage für die deutschsprachige Edition bei Salleck, sodass die Alben 1–10 dort weitestgehend den Inhalt der Bände 1–6 sowie 16 und 17 der ursprünglichen Originalversion umfassen.
Verlag Dargaud
- 22: 22 ! V’là Boule et Bill 1988 – Kurvendreher, Ehapa Bd. 9, 1989 (nur Buchhandel)
- 23: Faut rigoler !  1991 – Spaßvögel, Ehapa Bd. 14, 1992 (nur Buchhandel)
- 24: Bwouf Allo Bill ? 1995 – BwuffHallo Bill ?, Ehapa Bd. 17, 1996 (nur Buchhandel)

1999 wurden die Bände im Rahmen der Jubiläumsedition neu aufgelegt (s. o.) und in der Zählung entsprechend angepasst. Bei den Titelbildern kehrte man bereits ab 2001 wieder zum alten Schema zurück. Die deutschsprachige Ausgabe der neueren Bände bei Salleck ab 2003 und seit 2023 bei Finix folgt der Originalnummerierung.
- 25: Les v’là! (ursprünglich 22 ! V’là Boule et Bill), 1999
- 26: Faut rigoler !, 1999
- 27: Bwouf Allo Bill?, 1999
- 28: Les quatre saisons, 2001 – Die vier Jahreszeiten, Salleck 2003
- 29: Quel Cirque! (Verron), 2003 – So ein Zirkus!, Salleck 2005
- 30: La bande à Bill (Verron), 2005 – Bills Bande, Salleck 2007
- 31: Graine de cocker (Verron), 2007 – Volle Kanne!, Salleck 2007
- 32: Mon meilleur ami (Verron), 2009 – Mein bester Freund, Salleck 2010
- 33: À l'abordage !! (Verron), 2011 – Klar zum Entern!!, Salleck 2013
- 34: Un amour de cocker (Verron), 2013 – Ein Schatz von einem Cocker, Salleck 2017
- 35: Roule ma poule ! (Verron), 2014 – Auf geht's, Bill!, Finix 2023
- 36: Flair de cocker (Verron), 2015 – Cocker-Flair, Finix 2024

Ab dem 37. Album wird die Serie seit 2016 von dem Szenaristen Christophe Cazenove und dem Zeichner Jean Bastide fortgesetzt:
- 37: Bill est un gros rapporteur !, 2016 – Bill, der Apportiermeister, Finix 2024
- 38: Symphonie en Bill majeur, 2017 – Symphonie in Bill-Dur, Finix 2025
- 39: Y a d'la promenade dans l'air, 2018 – Ein Spaziergang liegt in der Luft, Finix 2025
- 40: Bill à facettes, 2019
- 41: Bill se tient à Caro, 2020
- 42: Royal taquin, 2021
- 43: L'échappée Bill, 2022
- 44: Te fais pas d’Bill, 2023
- 45: Bill donne sa langue au chat !, 2024

Sonderausgaben
Es existieren einige Alben außerhalb der regulären Serie:
- Une extraordinaire aventure de Boule & Bill – Bill a disparu !, 1990 – (deutsch: Ein außergewöhnliches Abenteuer von Boule & Bill – Bill ist fort!, Ehapa 1991)

Eine Hommage nach Art einer Jam-Session mit Beiträgen mehrerer Zeichner wie Dupa, Tibet, Frank Pé oder Marc Wasterlain, 1979 zuerst veröffentlicht als Beilage des Spirou-Magazins anlässlich des 20. Geburtstages von Boule und Bill.
- L’album de famille de Boule & Bill, 1987
- Boule & Bill en famille, 1997 (überarbeitete Neuausgabe des Albums von 1987) – Familienalbum, Salleck Sonderband 1, 2005
- Boule & Bill font la fête, 1999 (zum 40. Jubiläum)
- Bon anniversaaah !, 2019 (zum 60. Geburtstag) – Alles Gute zum Geburtstaaah!, Salleck Sonderband 3, 2019

Des Weiteren gibt es auf Französisch eine größere Anzahl von Best-of- und thematischen Auswahlbänden, häufig zu Werbezwecken veröffentlicht.
Einige Beispiele daraus:
- Best Of 1 – Plumes, poils et compagnie, 2003
- S.O.S. Planète, 2007 (PR-Ausgabe für den WWF)
- Bill & Boule de neige, 2011 (Gags zum Thema Winter)
- Best wouf !, 2017
- Ente gut, alles gut! (Gags rund um das Familienauto, einen Citroën 2 CV), Salleck Sonderband 2, 2014

Ein Sonderfall stellen vier Broschüren dar, die Roba ab 1985 für das Institut de l'entreprise zeichnete, ein Think Tank, gegründet von einer Vereinigung französischer Unternehmer, in der Robas Figuren in kindgerechter Form marktwirtschaftliche Themen vermitteln sollen:
- À la découverte de l'entreprise !
- Boule & Bill créent une entreprise
- L'entreprise de Boule et Bill
- L'entreprise de Boule et Bill en Europe

## Weitere Veröffentlichungen
Neben den Comics gab es auch einige Publikationen mit Boule und Bill in Prosaform. Den Anfang machten zwischen 1966 und 1969 drei Bilderbücher à 20 Seiten ungefähr im A5-Querformat in der Reihe Carrousel des Dupuis-Verlags:
- Boule et Bill en pique-nique (Text: Yvan Delporte)
- Boule et Bill: La Maison perdue (Text: Charles Degotte)
- Boule et Bill à la montagne (Text: Charles Degotte)

Alle drei wurden 2009 anlässlich des 50-jährigen Jubiläums von Boule und Bill noch einmal neu aufgelegt. Nur das erste der drei Büchlein erschien auch auf Deutsch, ca. Anfang der 1970er-Jahre im Pierino Verlag, Zug/CH, unter dem Titel Schnieff und Schnuff beim Picknick (als Band 4 der Reihe Karussell-Bücher).
Ferner erschienen von 1967 bis 1977 im Spirou-Magazin in unregelmäßigen Abständen 32 Glossen, geschrieben von Yvan Delporte und von Roba illustriert, in denen Bill aus seiner Hundeperspektive ihm sonderbare menschliche Gebräuche und Eigenheiten kommentiert. 2019 wurden sie gesammelt veröffentlicht unter dem Titel
- Boule et Bill: L'Avis de chien

Diese Texte wie auch die drei Bilderbücher finden nunmehr sukzessive Aufnahme in die aktuelle Gesamtausgabe.
Außerdem sind auf Französisch diverse Broschüren und Taschenbücher für Leseanfänger mit Boule und Bill publiziert worden, illustriert mit Auszügen aus den Comics unter dem Vermerk „d'apès Roba“ („nach Roba“), ebenso zwei „Romane zum Film“ – zu jedem Spielfilm einer.
Schließlich wurde von 2011 bis 2014 die Reihe P'tit Boule & Bill lanciert, kurze, einfach gehaltene Comics in einem Format ähnlich dem der Bilderbücher aus den 1960er-Jahren, in denen Boule noch im Vorschul- und Bill gerade mal dem Welpenalter entwachsen ist. Geschrieben von Laurence Gillot und dynamisch illustriert von José Luis Munuera, richten sich auch diese sechs Bände zunächst einmal eher an Erstleser.

## Verfilmungen
Boule und Bill wurden mehrfach verfilmt. Zum einen existieren drei Trickfilmserien. Zum anderen wurde im Jahr 2013 ein Kinofilm unter dem Titel Boule & Bill – Zwei Freunde Schnief und Schnuff (frz. Boule et Bill – un film de wouf) produziert, der am 12. März 2015 auch auf Deutsch veröffentlicht wurde. Die Hauptrolle spielte Charles Crombez. Im Jahr 2017 erschien eine Fortsetzung: Boule & Bill 2.
Die erste Zeichentrickadaption entstand 1975 in Belgien und umfasst eine Staffel mit 26 Episoden à 6 Minuten. Die zweite ist eine französisch-kanadische Koproduktion von 104 Episoden à 6 Minuten, gesendet auf Französisch ab 2005. Die dritte Serie ist eine 3D-Animation in zwei Staffeln mit je 52 Episoden à 10 Minuten, Erstausstrahlung 2016 bzw. 2018/19. Diese Version lief ab dem 7. Oktober 2016 unter dem Titel Bobby & Bill im KiKA auch auf Deutsch.